# Zvonimir Šarlija
Zvonimir Šarlija (Koprivnica, 29 agosto 1996) è un calciatore croato, difensore del Pafos in prestito dall'Hajduk Spalato.

## Carriera
Il 1º luglio 2017 viene acquistato a titolo definitivo dalla squadra croata dello Slaven Belupo.
Il 1º settembre 2020 viene acquistato a titolo definitivo per 350.000 euro dalla squadra turca dell'Ankaragücü, con cui firma un contratto biennale con scadenza il 30 giugno 2022.
Il 15 giugno 2023 si accasa tra le file dell'Hajduk Spalato con il quale firma un contratto quadriennale.
Il 31 gennaio 2025 viene ceduto al Pafos con la formula del prestito con diritto di riscatto.

## Statistiche

### Presenze e reti nei club
Statistiche aggiornate all'11 dicembre 2021.
| Stagione             | Squadra              | Campionato           | Campionato | Campionato | Coppe nazionali | Coppe nazionali | Coppe nazionali | Coppe continentali | Coppe continentali | Coppe continentali | Altre coppe | Altre coppe | Altre coppe | Totale | Totale |
| Stagione             | Squadra              | Comp                 | Pres       | Reti       | Comp            | Pres            | Reti            | Comp               | Pres               | Reti               | Comp        | Pres        | Reti        | Pres   | Reti   |
| -------------------- | -------------------- | -------------------- | ---------- | ---------- | --------------- | --------------- | --------------- | ------------------ | ------------------ | ------------------ | ----------- | ----------- | ----------- | ------ | ------ |
| 2015-2016            | Koprivnica           | 3. HNL               | 0          | 0          | CC              | 1               | 0               | -                  | -                  | -                  | -           | -           | -           | 1      | 0      |
| 2016-2017            | Solin                | 2. HNL               | 29         | 1          | CC              | 2               | 0               | -                  | -                  | -                  | -           | -           | -           | 31     | 1      |
| 2017-2018            | Slaven Belupo        | 1. HNL               | 13         | 0          | CC              | 0               | 0               | -                  | -                  | -                  | -           | -           | -           | 13     | 0      |
| 2018-2019            | Slaven Belupo        | 1. HNL               | 31         | 0          | CC              | 2               | 0               | -                  | -                  | -                  | -           | -           | -           | 33     | 0      |
| Totale Slaven Belupo | Totale Slaven Belupo | Totale Slaven Belupo | 44         | 0          |                 | 2               | 0               |                    | -                  | -                  |             | -           | -           | 46     | 0      |
| 2019-gen. 2020       | CSKA Mosca           | PL                   | 11         | 0          | CR              | 2               | 0               | UEL                | 1                  | 0                  | -           | -           | -           | 14     | 0      |
| gen.-ago. 2020       | Kasımpaşa            | SL                   | 6          | 1          | CT              | 1               | 0               | -                  | -                  | -                  | -           | -           | -           | 7      | 1      |
| 2020-2021            | Ankaragücü           | SL                   | 32         | 1          | CT              | 1               | 0               | -                  | -                  | -                  | -           | -           | -           | 33     | 1      |
| 2021-2022            | Panathīnaïkos        | SL                   | 12         | 0          | CG              | 3               | 0               | -                  | -                  | -                  | -           | -           | -           | 15     | 0      |
| Totale carriera      | Totale carriera      | Totale carriera      | 134        | 3          |                 | 12              | 0               |                    | 1                  | 0                  |             | -           | -           | 147    | 3      |

## Palmarès
- Coppa di Grecia: 1

Panathinaikos: 2021-2022
- Campionato cipriota: 1

Pafos: 2024-2025